# 杨树兴
杨树兴（1962年11月—），河北唐山人，中国兵器首席科学家、中国兵器工业第二〇三研究所总工程师，北京理工大学教授、原副校长，中国工程院院士。

## 生平
1980年毕业于唐山第一中学。1991年毕业于北京理工大学流体传动与控制专业，获博士学位。